# Cailloux-sur-Fontaines

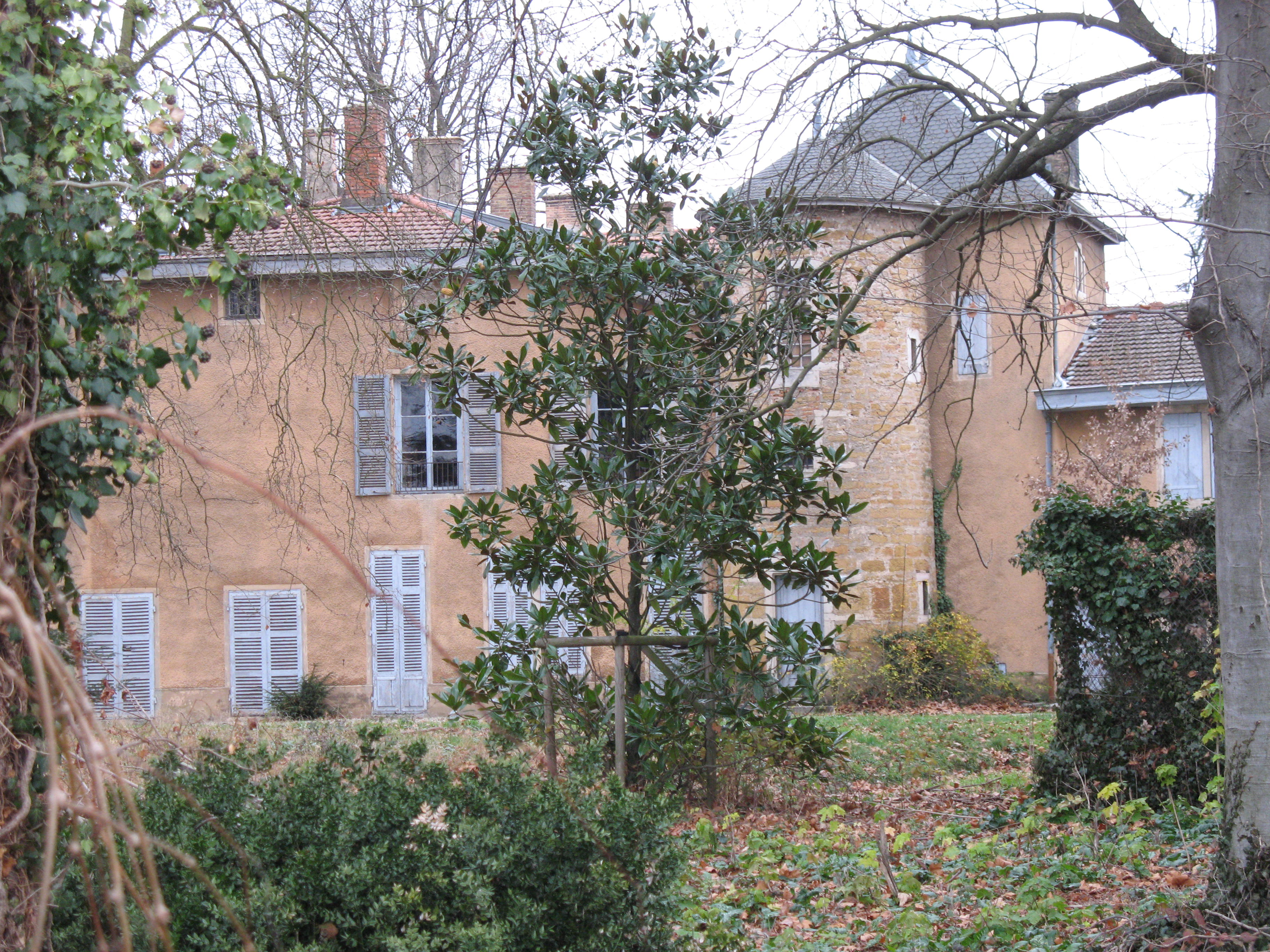
Zamek de Noailleux w Cailloux-sur-Fontaines, 2008

Cailloux-sur-Fontaines – miejscowość i gmina we Francji, w regionie Owernia-Rodan-Alpy, w departamencie Rodan.
Według danych na rok 1990 gminę zamieszkiwało 1750 osób, a gęstość zaludnienia wynosiła 201 osób/km² (wśród 2880 gmin regionu Rodan-Alpy Cailloux-sur-Fontaines plasuje się na 493. miejscu pod względem liczby ludności, natomiast pod względem powierzchni na miejscu 1226.).